# Спичков, Владимир Николаевич
Владимир Николаевич Спичков (род. 14 июля 1952, Каунас) — советский и российский спортивный журналист, историк лёгкой атлетики, автор справочной и статистической литературы. Спортивный функционер. Судья всесоюзной и всероссийской категории по лёгкой атлетике.

## Биография
Владимир Спичков родился 14 июля 1952 года в городе Каунасе Литовской ССР в семье военнослужащего.
С 1964 года серьёзно занимался лёгкой атлетикой, специализировался на прыжковых дисциплинах, беге с барьерами, выступал в многоборьях. Проходил подготовку под руководством тренеров Б. П. Шерстяных и В. И. Курбатова.
Окончил Среднюю общеобразовательную школу № 5 в Борисоглебске Воронежской области (1969) и географический факультет Московского государственного университета имени М. В. Ломоносова (1974), где получил специальность инженера-гидролога.
По окончании университета в 1974—1988 годах работал по специальности в отделе изысканий Государственного специализированного проектного института Министерства среднего машиностроения СССР, в центральных аппаратах Государственного комитета по гидрометеорологии и контролю природной среды СССР, Центрального статистического управления, Министерства химической промышленности СССР.
Одновременно с этим продолжал проявлять интерес к лёгкой атлетике и с 1970 года неоднократно принимал участие в соревнованиях в качестве судьи. В 1980 году стал судьёй республиканской категории, находился в составе судейской коллегии на летних Олимпийских играх в Москве — заместитель начальника диспетчерской службы, главный диспетчер соревнований по лёгкой атлетике. Судил соревнования по лёгкой атлетике на турнире «Дружба-84», Кубках Европы 1985 и 1998 годов, Играх доброй воли 1986 и 1994 годов, Всемирных юношеских играх 1998 года, Финале Гран-при IAAF 1998 года, на четырёх Спартакиадах народов СССР (1979—1991), национальных чемпионатах и кубках.
С 1988 года член президиума Всесоюзной коллегии судей (и позднее Всероссийской коллегии судей). Член технического комитета, председатель комиссии истории и статистики, советник президента Всероссийской федерации лёгкой атлетики. Ответственный секретарь Федерации лёгкой атлетики Москвы (1992—1994).
Судья всесоюзной категории (1991). Судья всероссийской категории (2016).
В 1991 году окончил Высшую школу тренеров Государственного центрального института физической культуры, квалификация — тренер по лёгкой атлетике высшей категории.
Проявил себя в спортивной журналистике, писал статьи для газет «Советский спорт», «Спорт-Экспресс», «Московский спорт», журнала «Лёгкая атлетика», бюллетеня «Спорт за рубежом», являлся редактором журнала «Московская лёгкая атлетика». В 1997 году признан лучшим спортивным журналистом России в категории «лёгкая атлетика».
Автор книг «Лёгкая атлетика „под крышей“» (2004), «Все рекорды в лёгкой атлетике» (2009), соавтор двухтомной энциклопедии «Лёгкая атлетика» (2012—2013) и справочника «„Королева спорта“ на Всемирных универсиадах 1959—2011 гг. Историко-статистический экскурс» (2013).
В 1998—2011 годах работал в аппарате Мэра и Правительства Москвы — в отделе культуры и спорта.
Известен по работе в Международной ассоциации статистиков лёгкой атлетики (с 1987 года). Член рабочей группы IAAF от России по выдвижению кандидатов в «Зал славы IAAF» (2012—2015).